# 埃里克·薩蒂
埃里克·阿尔弗雷德·莱斯利·薩蒂（法語：Éric Alfred Leslie Satie，1866年5月17日—1925年7月1日），笔名埃里克·萨蒂（法語：Erik Satie），法國作曲家。他被法国音乐团体“六人团”尊为导师，是二十世纪法国前卫音乐的先声。

## 生平

### 早年生活

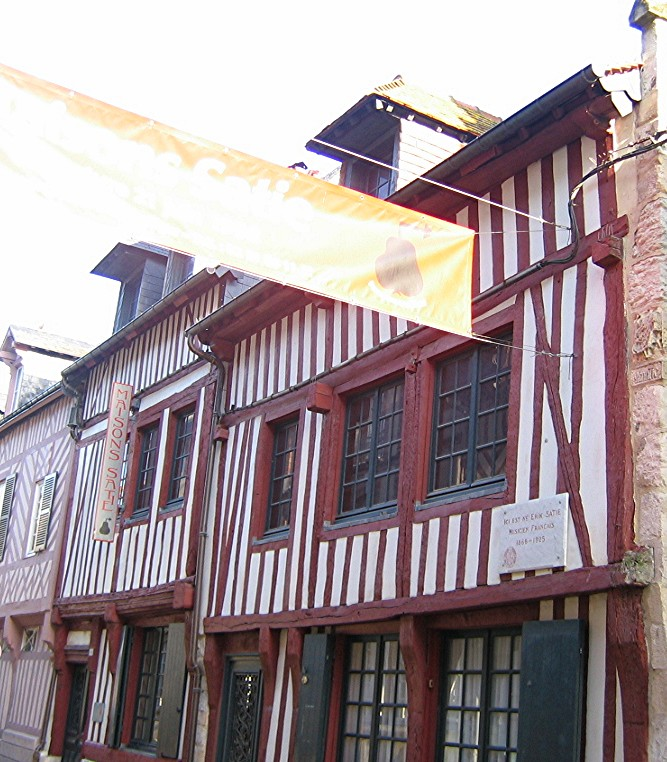
薩蒂在翁夫勒爾的故居，現為博物館

艾里克·薩蒂的母親簡·萊斯莉（Jane Leslie，本姓安東（Anton））是蘇格蘭後裔，父親阿爾弗萊德·薩蒂（Alfred Satie）是諾曼底海關官員。薩蒂從小在英國聖公會熏陶下長大，他的青年時期分別在諾曼底和巴黎度過。1870年，父親在巴黎謀得一個翻譯的職位，薩蒂舉家遷往巴黎。1872年母親去世，他和兄弟康拉德（Conrad）回到翁夫勒爾的爺爺奶奶家，而他的姐妹則留在巴黎。在翁弗勒，兄弟兩沒少惹怒天主教會。1878年，他們的奶奶被發現死於翁弗勒的海灘，兄弟倆重新回到巴黎的家中。此時，父親已經娶了一位比自己大十歲的鋼琴教師，欧仁妮·巴尔内什（Eugénie Barnetche）, 後母教授薩蒂一些樂器的基礎知識，年幼的薩蒂從此對音樂和音樂學校充滿了仇恨。
但是1879年，薩蒂還是進入了巴黎音樂學院，但老師們認為他並無過人之處。在上了兩年半的課之後被打發回家，並於1885年再次進入音樂學院。在這段時間裡，他寫了自己第一部有名的鋼琴曲《快板》（Allegro，1884年）。然而，他仍然不被老師們賞識，於是決定加入步兵團。
在步兵團呆了幾個星期後，覺得這裡還是不適合自己，他赤裸上身在冬夜裡暴露在寒風中，差點得了肺氣腫。

### 蒙馬特
1887年，薩蒂定居在蒙馬特區，並創作出四部《穹頂》（Ogives）鋼琴曲，在這些樂譜中，艾里克沒有用小節線，而這個特點也出現在許多其他作品當中。同時在對自己作品演繹的註釋中，他也很快的發展出一套獨特的風格。
在這個時期，他與不少詩人發展起了長久的友誼，如斯特凡·馬拉美、保羅·魏爾倫、帕特里斯·孔塔米内·德·拉图尔等人，薩蒂與後者還一起創作了芭蕾舞劇《Uspud》。薩蒂的父親為他出版了第一本早期作品合集。1888年，薩蒂創作了三首《裸體歌舞》鋼琴曲。
1890年，薩蒂搬到蒙馬特區的庫爾托街（rue Cortot）6號。他經常出入於黑貓夜總會，並在那裡結識了阿希尔-克洛德·德彪西。1891年，這兩位好友參加了约瑟芬·佩拉当和斯坦尼斯拉斯·德·瓜伊塔創辦的玫瑰十字會（Ordre kabbalistique de la Rose-Croix）。作爲這個組織的禮拜堂主持，他為此做了數首曲目，如《玫瑰十字會的響聲》（les Sonneries de la Rose-Croix），《星星之子》（Le Fils des Étoiles）。由於對這種神秘性的迷戀，他成立了自己的教堂“耶穌領導的藝術大主教教堂”（L'Église métropolitaine d'art de Jésus-Conducteur），他既是教堂的財務主管，又是教士，也是唯一的信徒。但由於種種現實的壓力，他放棄了這個教會。
1893年1月18日，薩蒂開始了與畫家蘇珊·瓦拉東的戀情。儘管在他們共同度過了一個晚上後，薩蒂向畫家求了婚，但婚禮從未舉行。但瓦拉東搬入了庫爾托街上一個近薩蒂住所的房子裡。薩蒂非常迷戀瓦拉東，並親暱的叫她“比琪”（Biqui）。其中一首著名的曲子《Bonjour Biqui, Bonjour!》便是為她而作。那個時期他的曲風非常熱烈，目的是要為“她的一切，她的眼睛，她溫柔的雙手和迷你的小腳”而作曲。薩蒂在畫家為他畫畫像的時候寫出了一部獻給畫家的《哥特舞蹈》（Danses gothiques）一曲。但5個月後，也就是6月20日，兩人關係的斷裂讓薩蒂陷入了“一種冰涼的孤單中，這種孤單充斥在他空空如也的腦袋和悲哀的心中”。之後薩蒂再也沒有過他承認的正經戀愛關係了。為了懲罰自己，薩蒂寫了《屈辱》（Vexations，或譯：《煩惱》）一曲，這首曲子由一個很小的片段重複連續組成，薩蒂還寫道：“為了連續彈奏這個片段840次，演奏者需要事先做好準備；一定要保持最大限度的安靜，並且絕對不能移動。”後來的演奏者，如約翰·凱奇和托馬·布洛什都嚴格按照此標準彈奏了840次，耗時超過20個小時。
同年，薩蒂結識了莫里斯·拉威尔，並寫道：“拉威爾拒絕了騎士勳章，但他的音樂絕對配的上。”

### 阿尔克伊
1895年，薩蒂繼承了一筆財產，這些錢讓他可以出版更多的音樂集，並且也讓他置辦了不少衣服，把自己的穿衣風格從“教士風格”轉換成“天鵝絨”風格。他買了7件一模一樣的芥末色的天鵝絨外套，並且一直只穿這幾件衣服。他也因此在巴黎得到一個外號“棉布天鵝絨紳士”。1896年，他的財務狀況直轉急下，他不得不搬入一個非常小的房間裡，最後在1897年來到阿尔克伊。
薩蒂與兄弟康拉德重新建立了聯繫，他也放棄了那些宗教的想法，直到去世前幾個月才重拾了他對宗教的興趣。1905年10月，他在樊尚·丹第創辦的巴黎圣樂學校（Schola Cantorum）註冊，向阿爾伯特·魯塞爾學習對位法，這一舉動讓很多人非常震驚。“1905年，我開始在丹第的學校學習，我很厭煩看到自己批評一些我自以為了解的東西，因為那些有才幹的人在我的作品中已經指出來了。經過三年的刻苦學習，我拿到了巴黎圣樂學院的對位法文憑，由我非常棒的老師親手簽發的文憑，他是這個世界上最有學識、人品最高尚的老師”。在這個時期，薩蒂變成了一個社會主義者，並為社區工作；同時他也把自己的形象換成了“資產階級情調的公務員”風格，經常戴圓禮帽和帶雨傘。

### 晚年生活
1915年薩蒂認識了讓·谷克多，並從1916年起一起工作。兩個人是“六人團”的精神導師，六人團包括路易·迪雷（1888－1979），阿爾蒂爾·奧涅格（1892－1955），達律斯·米約（1892－1974），熱爾梅娜·塔耶芙爾（1892－1983），弗朗西斯·普朗克（1899－1963），喬治·奧里克（1899－1983）。薩蒂還通過畢加索認識了一些立體主義畫家，如喬治·布拉克，薩蒂與後者一起創作了音樂短剧《水母的陷阱》，以及一些最終夭折了的作品。
1919年，薩蒂認識了特里斯唐·查拉，並通過他認識了一些達達主義人物如弗朗西斯·畢卡比亞、安德烈·德蘭、馬塞爾·杜尚和曼·雷。在與他們的第一次相遇中，薩蒂就與他們一起做了一個“现成品”（readymade）。1922年，查拉和安德烈·布勒东就前衛藝術的自然真實性上產生了分歧，薩蒂選擇站在查拉一邊，但同時與兩個派別都保持良好的關係。
1923年，薩蒂成為阿尔克伊學校（École d'Arcueil）的啟發者，這是一些音樂家自行組成的鬆散小團體，如昂利·索盖、马克西姆·雅克布、罗杰·德索米耶和昂利·克利克-普勒耶尔。但薩蒂去世後，這個團體也就解散了。
1925年7月1日，薩蒂因肝硬化在醫院離世。他去世後最有名的事件是朋友進到他的小公寓，而生前沒人獲准進去過。他們發現了兩台連在一起的鋼琴，而且都沒有調準音，鋼琴上滿是沒有打開的信件（但他還是回復了部分信件），在鋼琴後面是一些當時未發表的琴譜，如《布拉班的吉纳维芙》（Geneviève de Brabant），薩蒂之前還以為把這首琴譜弄丟了。在一個衣櫃裡，他們找到了一批傘和假領子。在壁櫥裡，他們還找到了一批灰色天鵝絨西裝，薩蒂生前幾乎天天穿，看來他是早就備好了一批，前一件穿舊了，就穿一件新的。
小公寓的狀況很好的反映了薩蒂生前財務方面的拮据，但直到他去世，朋友們才了解到他是生活在何種貧窮中。薩蒂把這種苦難比喻為有著“綠色大眼睛的姑娘”。
薩蒂的音樂風格對“六人團”中的達律斯·米約、弗朗西斯·普朗克以及喬治·奧里克產生了很大的影響，並對蕭斯塔科维奇，拉威爾和德彪西的音樂產生了一些影響。約翰·凱奇也把自己列入和薩蒂同一派別。薩蒂曾經在黑貓夜總會為歌手樊尚·伊斯帕（Vincent Hyspa）做鋼琴伴奏。
在蒙馬特區薩蒂的房子前面有一塊刻有他名字的牌子，在翁夫勒爾和阿尔克伊的故居上亦是如此。他童年在翁夫勒爾住過的房子已經變成了一個博物館。他在庫爾托街6號住的房子曾經也是一個小的薩蒂博物館，但已於2008年關閉。

## 作品

### 芭蕾舞劇

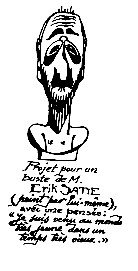
埃里克·薩蒂的自畫像。自畫像的下方寫着：埃里克·薩蒂的速寫（自畫），當時他的想法：「我以很年輕的身體來到這世上，但我有一顆年紀很大的心。」

- Parada（1917年）
- Sócrates（1918年）

### 創作曲
- 裸體歌舞（1888年）
- Danzas góticas（1893年）
- Gnossiennes（1890-1891年）

### 部份作品選輯
- Ogive No.1（1886年）
- Ogive No.2
- Ogive No.3
- Ogive No.4

- Erik Satie's Carrelage phonique (1st set of furniture music No. 2)

## 外部連結
- 埃里克·薩蒂在互联网电影资料库（IMDb）上的資料（英文）
- 法国音乐广播电台上的埃里克·萨蒂
- Niclas Fogwall的埃里克·萨蒂网站（英文）
- 在Find a Grave上的埃里克·薩蒂
- UbuWeb上的埃里克·萨蒂 – including an Erik Satie Primer and downloadable recordings
- About Erik Satie – The eccentric Impressionist French composer and musician （页面存档备份，存于）
- Pytheas当代音乐中心上的埃里克·萨蒂 （页面存档备份，存于）（英文）
- 埃里克·萨蒂主题网站 （页面存档备份，存于）（法文）
- 埃里克·薩蒂的免费乐谱，由国际乐谱典藏计划提供
- 公有領域聲樂檔案館上埃里克·薩蒂的作品
- All Piano Scores上的萨蒂乐谱 （页面存档备份，存于）
- Kreusch Sheet Music上的萨蒂乐谱
- Mutopia Project上的萨蒂乐谱 （页面存档备份，存于）